# Châteaubriant
Châteaubriant (bretonsko Kastell-Briant, gelsko Chateauberriant) je naselje in občina v zahodni francoski regiji Loire, podprefektura departmaja Loire-Atlantique. Leta 2013 je naselje imelo 11.866 prebivalcev.

## Geografija
Kraj leži v pokrajini Bretaniji ob reki Chère, 69 km severno od Nantesa.

## Uprava
Châteaubriant je sedež istoimenskega kantona, v katerega so poleg njegove vključene še občine La Chapelle-Glain, Erbray, Fercé, Grand-Auverné, Issé, Juigné-des-Moutiers, Louisfert, La Meilleraye-de-Bretagne, Moisdon-la-Rivière, Noyal-sur-Brutz, Petit-Auverné, Rougé, Ruffigné, Saint-Aubin-des-Châteaux, Saint-Julien-de-Vouvantes, Soudan, Soulvache in Villepot s 33.112 prebivalci (v letu 2013).
Naselje je prav tako sedež okrožja, v katerem se nahajajo kantoni Blain, Châteaubriant, Guémené-Penfao, Nort-sur-Erdre, Nozay in Pontchâteau (del) s 127.917 prebivalci (2013).

## Zgodovina
Začetek Châteaubrianta sega v 11. stoletje, ko je odposlanec rennskih grofov Brient zgradil grad, kasneje pa še samostan St Sauveur de Béré. Sam kraj se je razvijal okoli gradu. Utrdba je bila del bretanjske obrambne črte skupaj s kraji Vitré (Ille-et-Vilaine) in Fougères.

## Zanimivosti
- Château de Châteaubriant, na seznamu francoskih zgodovinskih spomenikov od leta 1921,
- romansko baročna cerkev sv. Janeza Krstnika, Béré, iz 11. stoletja, francoski zgodovinski spomenik od leta 1906,
- neogotska cerkev sv. Nikolaja iz 90. let 19. stoletja,
- Carrière des Fusillés; spomenik posvečen talcem med drugo svetovno vojno, 22. oktobra 1941.

## Pobratena mesta
- Athlone / Baile Átha Luain (Leinster, Irska),
- Brabova (Oltenija, Romunija),
- Radevormwald (Severno Porenje - Vestfalija, Nemčija),
- Tigzirt (Alžirija).